# Palazzo Comunale (Crema)
Il Palazzo comunale è la sede dell'attività amministrativa pubblica della città di Crema.

## Storia

### Vicende storiche fino al XX secolo
Alla fine del XV secolo si dava avvio alla rivoluzione urbanistica della piazza Duomo con il fine di riorganizzare l'area settentrionale secondo canoni rinascimentali.
Con delibera 9 luglio 1524 il Gran Consiglio della città decideva la demolizione del vecchio palazzo ritenuto fatiscente e nominando quali supervisori Stefano Barbetta, Giovacchino De' Marchi, Carlo Zurla e Pietro Terni; quest'ultimo è l'autore di una nota Historia di Crema scritta verso la metà del XVI secolo. Curiosamente, in nessun atto – neppure nell'opera del Terni – viene citato il nome del progettista che rimane sconosciuto.

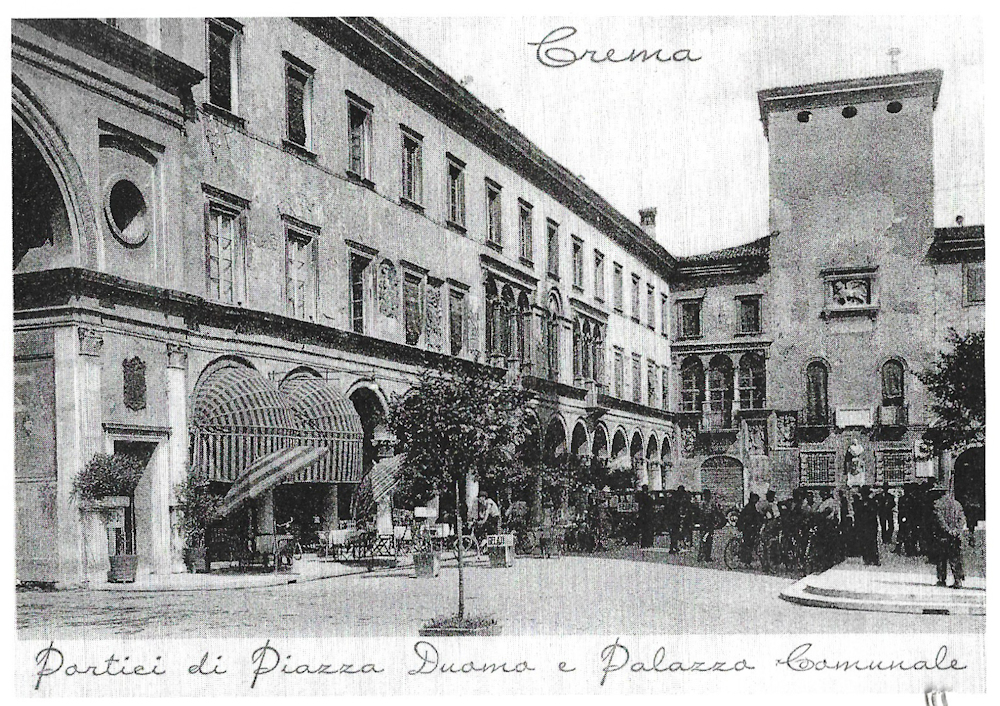
Il Palazzo comunale in una cartolina del 1925

 Il 20 aprile 1525 fu organizzata la solenne inaugurazione di avvio dei lavori secondo un complesso e solenne cerimoniale guidato dal podestà Giovanni Moro e alla presenza delle massime autorità civili e religiose e con gran concorso di popolo. La prima pietra, ritrovata durante i lavori di consolidamento del Torrazzo nel 1919, riporta la seguente iscrizione:
Il ritrovamento di questa lapide è ricordato da una seconda:
I lavori di costruzione proseguirono fino al 1540 e alla fine si ebbe un edificio diviso in due ali – nord e sud – divise asimmetricamente dall'Arco del Torrazzo in corrispondenza dell'apertura verso la Contrada di Porta Ombriano, l'odierna via XX settembre.
L'ala nord nel corso dei secoli successivi fu sempre utilizzata per l'attività amministrativa pubblica, sebbene sia nota la presenza anche di esercizi commerciali.

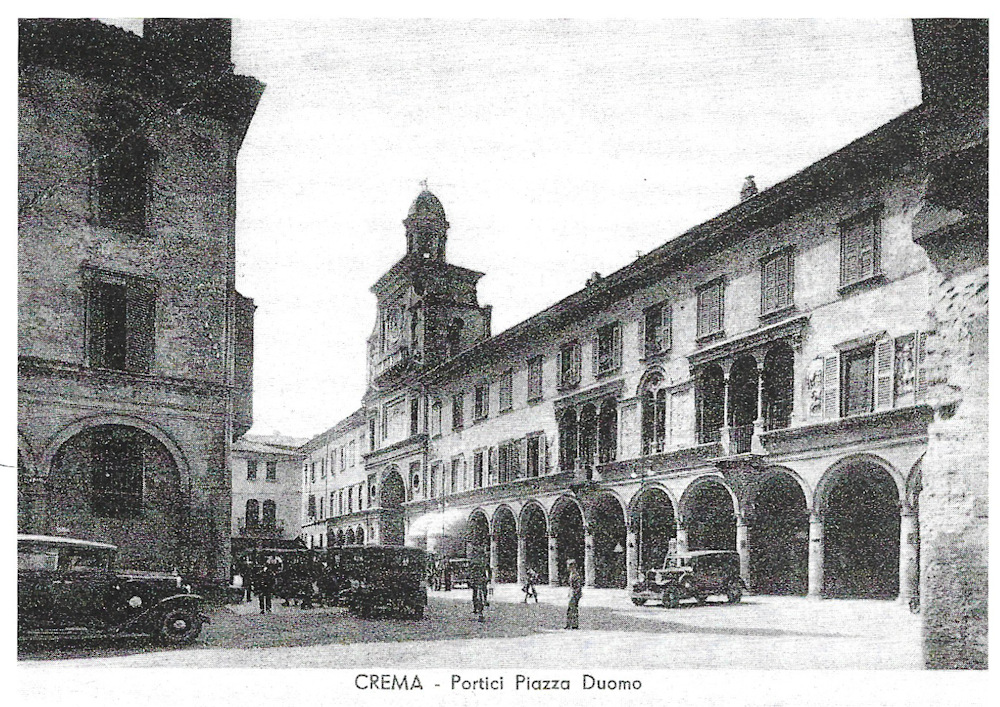
Il Palazzo comunale in una cartolina del 1932

Vari, invece, gli usi adibiti all'ala sud destinata fino al 1642 a sede dell'Armeria della Città; quindi vi fu installata l'Accademia dei Sospinti, un piccolo teatrino o circolo culturale successivamente chiuso nel 1716 per ragioni di sicurezza. Nel XVII secolo vi si menziona la presenza di un Botteghino delle lettere, sorta di ufficio postale dell'epoca, quindi un esclusivo Caffè dei Nobili, probabilmente aperto prima del 1744 e memorabilmente lordato per spregio nei primi giorni dell'occupazione francese del 1797.
Al piano superiore dell'ala sud fino al 1923 vi aveva sede il tribunale, quindi la pretura e, infine, nei primi anni del secondo dopoguerra le sedi cittadine dei partiti socialista e comunista.

### Gli interventi del XX secolo

#### Ala nord
Già nel 1937 l'ufficio tecnico comunale seguiva con apprensione il repentino ammaloramento dell'edificio dovuto a decenni di incuria e tra gli interventi eseguiti vi fu la sostituzione di una colonna pericolante. 
Nel 1941 una consulenza del Genio civile ne consigliava un urgente consolidamento o, quantomeno, un alleggerimento (furono svuotati i solai), ma gli eventi bellici costrinsero a rinviare qualunque azione; nei primi anni del dopoguerra, tuttavia, la situazione diveniva ancor più precaria, probabilmente accentuata anche dalle vibrazioni e spostamenti d'aria seguiti ai bombardamenti del 1944 tanto da costringere l'ufficio tecnico ad intraprendere opere di puntellamento e parziale tamponatura degli archi del pian terreno. 

Gli ingegneri Gelera e Mosconi durante l'ispezione di verifica della stabilità del Palazzo comunale nel mese di giugno 1955

 L'opinione di Silvio Mosconi, ingegnere capo dell'ufficio tecnico, era quella di un trasferimento provvisorio ma immediato degli uffici per poi proseguire ad un rifacimento totale dell'edificio, forte anche dei consulti effettuati nel mese di giugno 1955 cui parteciparono l'architetto Cavallè del Politecnico di Milano e l'ing. Michelangelo Gelera, membro della Commissione edilizia.
Una prima richiesta di finanziamento statale pari a 300 milioni di lire era già stata redatta nel dicembre 1954, ma nel frattempo veniva intrapresa un'incerta discussione politica con diverse opinioni riguardo agli interventi da eseguirsi; tra le varie ipotesi emerse anche la proposta dell'acquisto di Palazzo Premoli da destinarsi a nuova sede comunale, suggerimento bocciato dalla Giunta probabilmente perché non ritenuto funzionale.
Nell'estate 1955 si deliberò lo sgombero spostando gli uffici nell'ala sud e usando quale sede delle riunioni consiliari l'auditorium dell'Istituto musicale Folcioni.
Gli anni a seguire furono impiegati sia a stendere il progetto sia al più lungo e difficile iter di reperimento dei fondi.
L'ing. Mosconi continuava a propendere per un abbattimento totale, smontando e catalogando la facciata per poi ricomporla. Ad ogni modo, essendo l'edificio sottoposto a tutela, la Sovrintendenza propose una serie di professionisti da affiancare alla direzione dei lavori e, tra questi, la Giunta comunale scelse l'architetto milanese Carlo Perogalli. 
Su indicazioni di Perogalli furono effettuate alcune modifiche al progetto di Mosconi, tra queste quella più significativa fu quella relativa al mantenimento totale della facciata verso Piazza Duomo, riconoscendone l'eccezionale valore artistico. 

L'ala sud del Palazzo comunale di Crema, prima dei restauri. Vi si nota il parziale tamponamento degli archi a causa dei problemi di staticità dell'edificio

 I progetti furono approvati nel 1958 dal Consiglio comunale (11 luglio), dal Comitato tecnico del Provveditorato Regionale alle Opere Pubbliche (22 dicembre) e ottenendo il benestare della Giunta provinciale il 21 gennaio 1959. Si optò per stralciare i lavori in due lotti, operando prima l'intervento relativo all'ala nord (inclusa la torre medievale e il Palazzo Pretorio) e, successivamente, l'ala sud..
Infine, nel mese di giugno 1959 avveniva la licitazione per la costruzione cui risultò vincitrice la ditta M.I.R.I. di Milano e i lavori vennero portati a compimento nel mese di maggio 1962.
Secondo la stampa dell'epoca i lavori costarono 80 milioni di lire e l'inaugurazione ufficiale avvenne il 17 giugno 1962 alla presenza delle massime autorità civili, religiose e militari: tra queste, oltre al sindaco Giacomo Cabrini e al vescovo Placido Maria Cambiaghi erano presenti, tra gli altri, l'onorevole Maria Badaloni, il senatore Ennio Zelioli-Lanzini, rappresentanti dei comuni cremaschi e delle città di Cremona, Venezia e Milano.

#### Ala sud
Terminati i lavori all'ala nord ci si concentrò alla parte collocata a sud del Torrazzo.
Nel 1963, seguendo lo stesso modus operandi dell'ala nord a cura dell'ingegnere comunale Andrea Crotti, veniva avviato il progetto di restauro e parziale rifacimento dell'ala sud anch'essa bisognosa di interventi, prevedendo una spesa di 104 milioni di lire.
I lavori iniziati in quell'anno ebbero però uno stop per la rinuncia della ditta Piloni cui era stato appaltato l'intervento, per cui il prosieguo fu affidato secondo il metodo della trattativa privata alla ditta Doneda di Vailate. 
Questa parte del palazzo fu restituita alla Comunità il 22 dicembre 1967 al termine di una cerimonia ufficiale presieduta dal sindaco Archimede Cattaneo ed ospite il vescovo Carlo Manziana.

Da sinistra: dott. Albino Stelvi (segretario generale di Bolzano ed ex segretario di Crema), il vescovo mons. Manzia, il prefetto dott. Capasso, il sindaco di Crema Archimede Cattaneo, durante la cerimonia di inaugurazione dell'ala sud di palazzo Comunale restaurata

#### L'installazione artistica

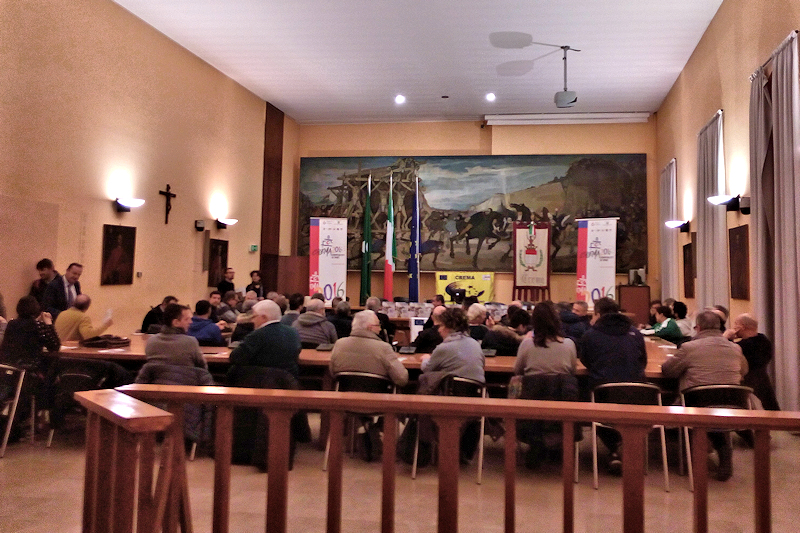
L'Aula degli Ostaggi. Sullo sfondo, parzialmente coperta, l'installazione artistica di Perolini

Nel 1962 la giunta guidata da Giacomo Cabrini emetteva un bando rivolto ad artisti cremaschi – oppure operanti nel cremasco – con fine di allestire un'installazione artistica nella nuova sala consiliare. 
Il bando prevedeva la riproduzione di un evento particolarmente simbolico, l'episodio più drammatico dell'Assedio di Crema (1159-1160), gli ostaggi prigionieri appesi alle macchine da guerra della coalizione imperiale guidata da Federico Barbarossa così come immaginato da Francesco Sforza Benvenuti in un'opera pubblicata verso la metà del XIX secolo.
Al vincitore del bozzetto, oltre alla commissione dell'opera, sarebbe stato corrisposto un premio di 1.250.000 lire, mentre per gli autori della seconda, terza e quarta bozza classificata era previsto un riconoscimento di 250.000 lire cadauno. 
Furono invitati i principali artisti operanti in quegli anni: Ugo Bacchetta, Gianetto Biondini, Federico Boriani, Carlo Fayer, Rosario Folcini, Guido Lupo Pasini, Giuseppe Perolini, Paolo Rossi e Wlady Sacchi.
La Commissione giudicatrice si riunì il 21 e 27 giugno 1962 ed era composta dall'architetto e assessore ai lavori pubblici Beppe Ermentini, in qualità di presidente, dal consigliere comunale Eugenio Soldati, dal critico d'arte Mario Monteverdi, dall'architetto Amos Edallo, dallo studioso Corrado Verga e dalla responsabile della biblioteca Laura Oliva anche con mansioni di segretaria.
Fu scelto il «bozzettone» (3 metri per 1) di Giuseppe Perolini, mentre al secondo, terzo e quarto posto l'attenzione fu per le opere di Carlo Fayer, Gianetto Biondini e Rosario Folcini. La Commissione ritenne segnalare anche la bozza di Ugo Bacchetta ora collocata presso il Museo civico di Crema e del Cremasco. 
A Perolini, quindi, toccò produrre l'opera definitiva di 9 metri per 3: da allora l'aula consiliare di Crema è nota come «Aula degli Ostaggi».

#### I restauri del 1992
Nel 1992 su progetto dello studio Ermentini veniva compiuto il primo lotto di un complesso restauro conservativo sia del Palazzo Comunale sia del Palazzo Pretorio per un costo di 300 milioni di lire. Il lavoro fu inaugurato il 14 giugno con un concerto bandistico durante una pausa del quale il sindaco Walter Donzelli scopriva una targa-ricordo. Nell'occasione veniva pubblicata una cartolina commemorativa con una riproduzione del Palazzo a cura di Federico Boriani.
Un secondo lotto di lavori (base d'asta di 275 milioni di lire con ribasso del 23,22% della ditta che si aggiudicò i lavori) fu appaltato nel 1993 e compiuto l'anno successivo: interessò tutto il lato posteriore di via Frecavalli.

## Caratteristiche

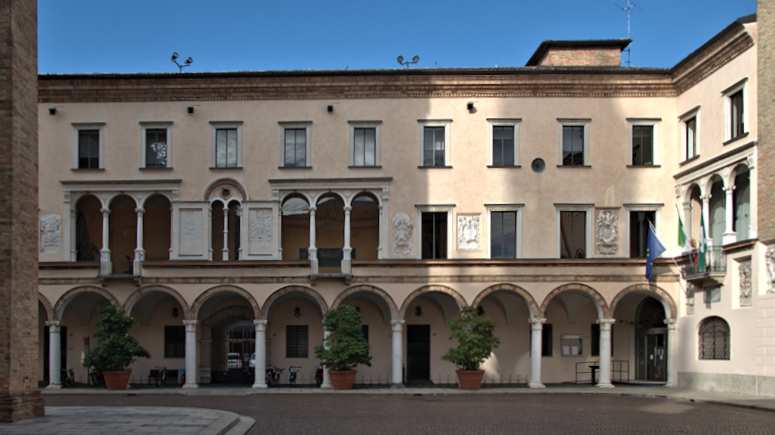
Particolare del Palazzo comunale

Il Palazzo comunale occupa l'intera fronte occidentale di piazza Duomo, spezzato dall'arco del Torrazzo e mescola ai tratti stilistici tipicamente lombardi una leggerezza di chiara impronta veneta. Il primo piano è porticato: le arcate sono a tutto sesto e le luci sono divise da colonne in pietra d'Istria ornate da capitelli compositi. 
 
Una greca con formelle in terracotta divide il piano terra dal primo piano: questo è composto da un'alternanza di finestre, monofore e trifore. Tra le finestre vi sono murati alcuni stemmi in marmo di famiglie patrizie venete, dalle quali sono provenuti alcuni dei podestà che hanno governato la città durante il lungo dominio sotto la Serenissima. È da rilevare che nelle foto d'epoca e fino ai restauri avviati nel 1958 tutte le finestre erano provviste di serramenti in legno con imposte, sostituite da nuovi in ferro

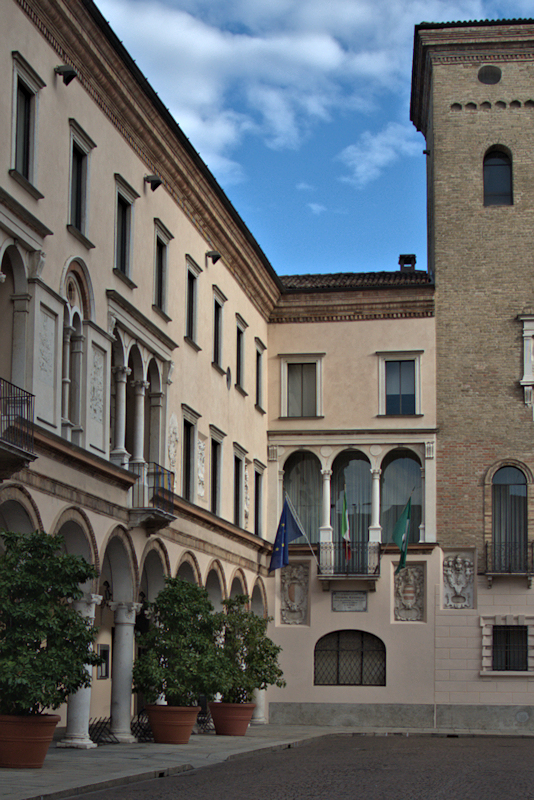
La breve facciata settentrionale

 Un brano raccorda la fronte occidentale del palazzo alla torre Pretoria: questa breve ala è probabilmente successiva perché la muratura non presenta l'ammorsamento con la facciata principale. Durante alcuni lavori di restauro eseguiti nel 1992 fu rinvenuta la traccia di un'antica apertura a tutto sesto tra le finestre del secondo piano. 
Sotto la complessa trifora balconata del primo piano è murata una piccola lapide che ricorda la visita che Giuseppe Garibaldi effettuò a Crema. Essa recita:

### Gli stemmi dei Podestà veneti

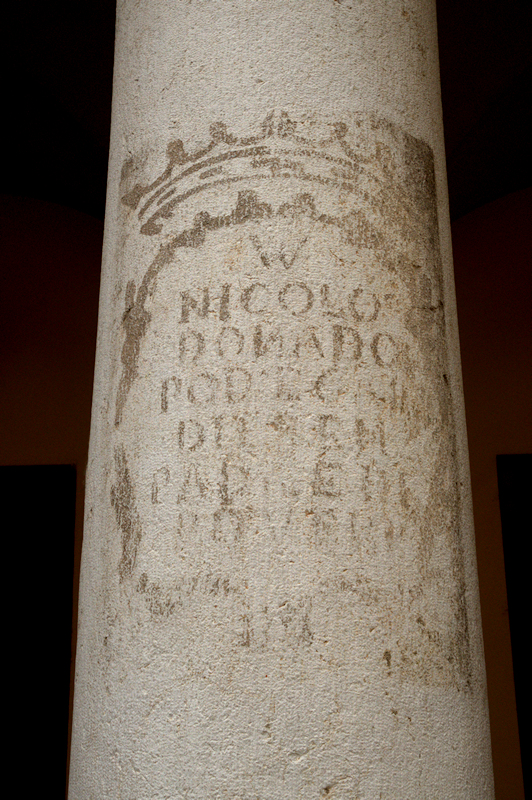
Scritta che inneggia al podestà Nicolò Donado (Donà), su una delle colonne del Palazzo comunale

Sul palazzo comunale sono murati alcuni stemmi marmorei (e altri due sono collocati sulla Torre Pretoria). Alcuni sono rovinati dalle intemperie o per i danni arrecati dai soldati francesi nel 1797.
Il primo stemma dall'arco del Torrazzo riporta l'arma della famiglia Gritti. Vincenzo Gritti fu Podestà e Capitano dal mese di giugno 1535 al mese di ottobre 1536
Al Podestà Giovanni Zen (o Zeno), in carica dal mese di maggio 1574 al mese di giugno 1575) si rifà uno stemma ora privo della dedicazione scalpellata.
Uno stemma appartiene alla famiglia Zorzi. Giorgio Zorzi (o Giorgi) fu Podestà e Capitano dal mese di luglio 1623 al 1624.
Giovanni Zen (o Zeno), omonimo del precedente, fu Podestà e Capitano tra il mese di marzo 1616 ed il 1618: il suo stemma è collocato sulla dodicesima colonna dal Torrazzo.
Uno stemma molto rovinato è stato identificato in quello del Podestà e Capitano Antonio Da Ponte (luglio 1618 – giugno 1620.
L'ultimo stemma della fronte occidentale è del Podestà e Capitano Federico Cavalli, che resse Crema da mese di luglio 1614 al mese di marzo 1616. 
Sulla piccola facciata settentrionale sono murati due stemmi.
Il primo da sinistra rappresenta la famiglia Bon. Niccolò Bon (o Bono) fu Podestà e Capitano dal mese di novembre 1597 al mese di aprile 1599. Il secondo ricorda Francesco Venier il cui mandato ebbe inizio nel marzo 1605 e terminò nel mese di ottobre 1606.

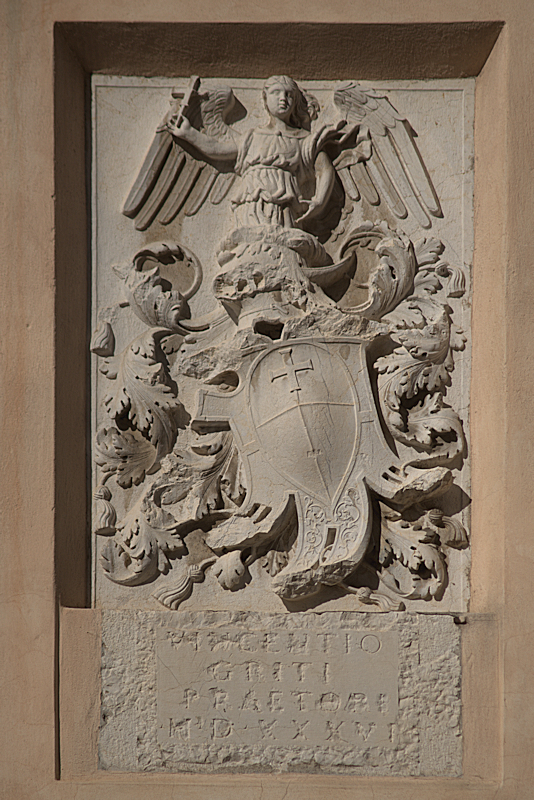
Stemma Gritti
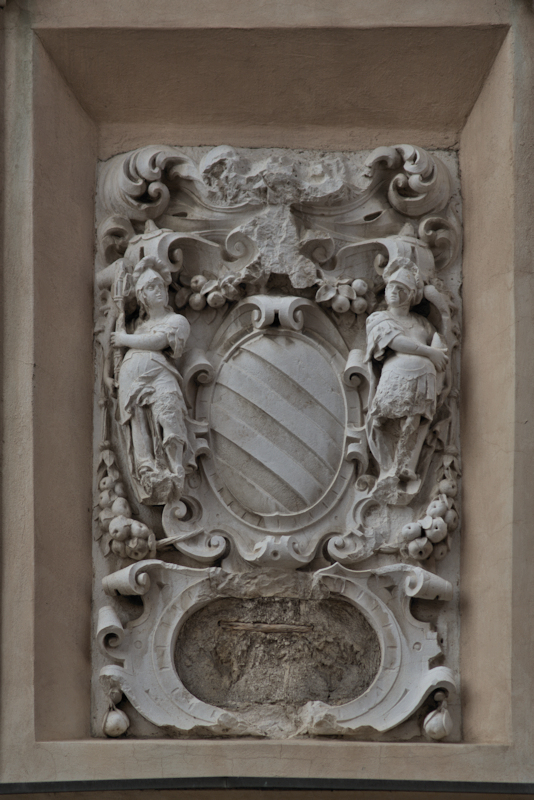
Stemma Zeno
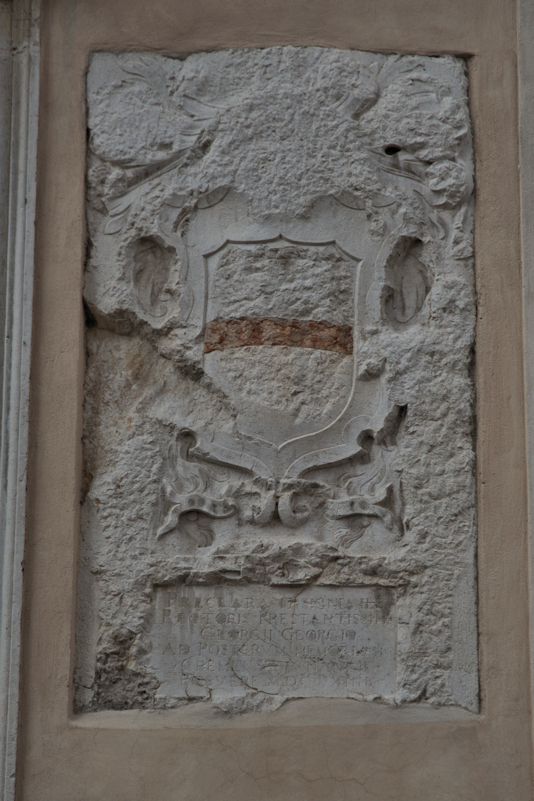
Stemma Zorzi
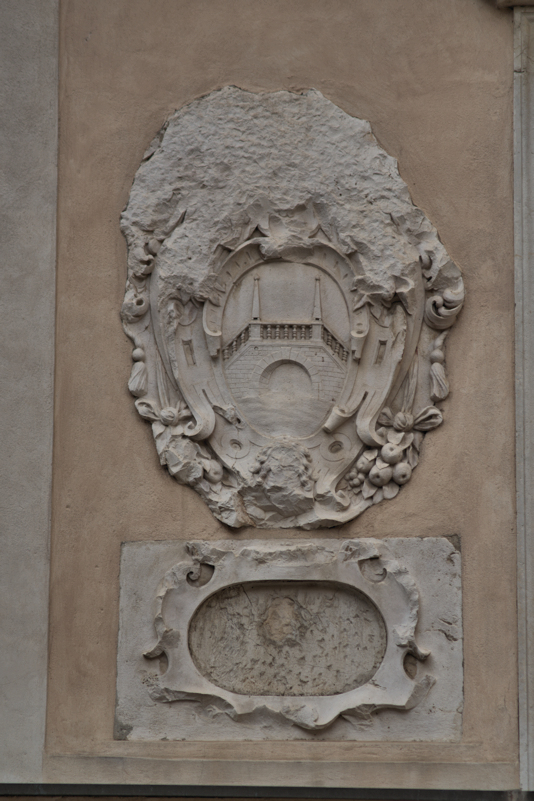
Stemma Da Ponte
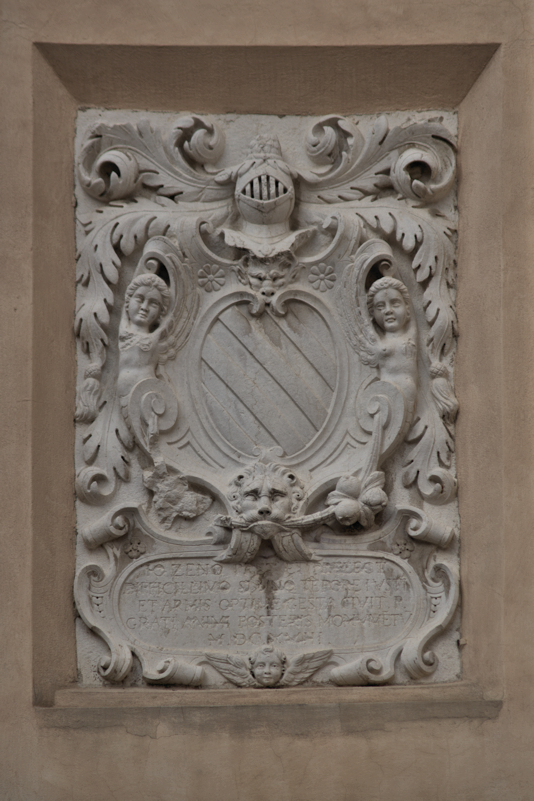
Stemma Zen
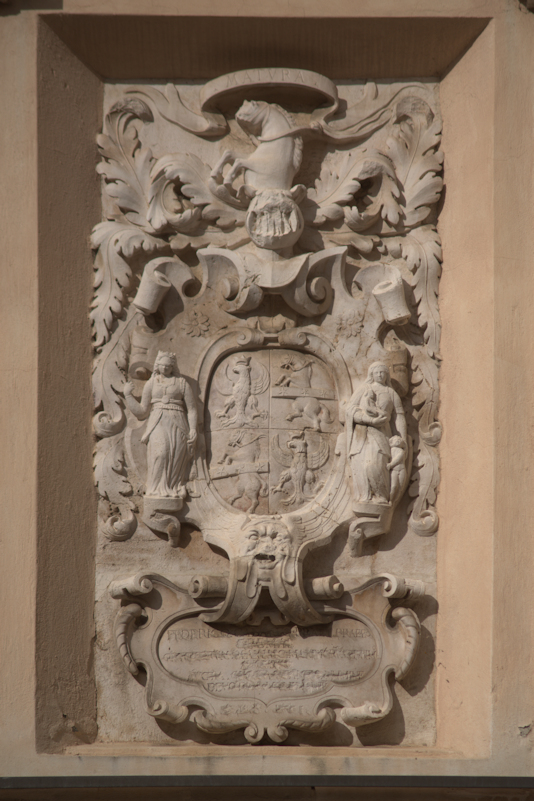
Stemma Cavalli
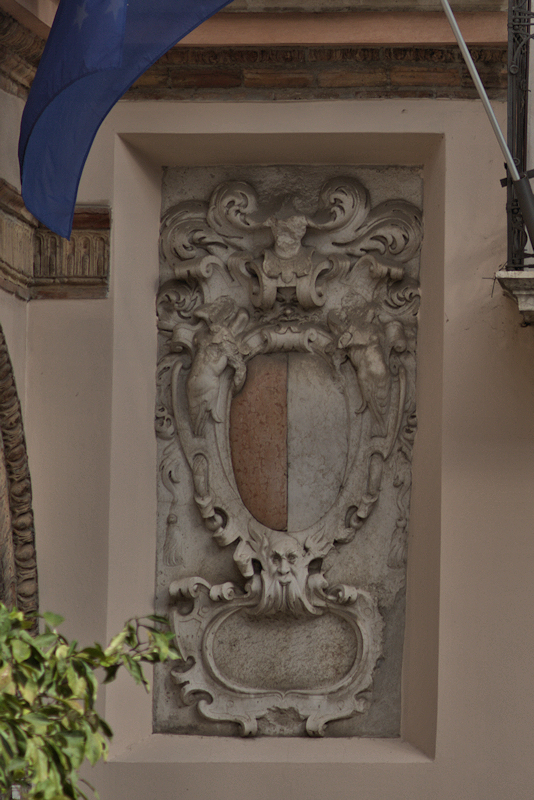
Stemma Bon
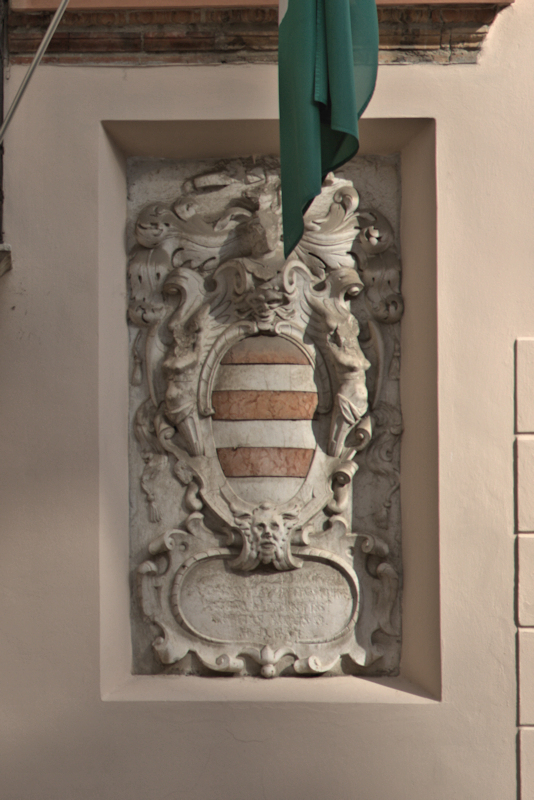
Stemma Venier